# Surfonds
Surfonds ist eine französische Gemeinde mit 339 Einwohnern (Stand: 1. Januar 2022) im Département Sarthe in der Region Pays de la Loire. Sie gehört zum Arrondissement Mamers und zum Kanton Savigné-l’Évêque (bis 2015: Kanton Montfort-le-Gesnois). Die Einwohner werden Surfondais genannt.

## Geographie
Surfonds liegt etwa 19 Kilometer ostsüdöstlich von Le Mans. Umgeben wird Surfonds von den Nachbargemeinden Le Breil-sur-Mérize im Norden, Bouloire im Osten, Val-de-la-Hune im Süden, Challes im Südwesten sowie Ardenay-sur-Mérize im Westen.

## Bevölkerungsentwicklung
| Jahr                      | 1962 | 1968 | 1975 | 1982 | 1990 | 1999 | 2006 | 2013 |
| Einwohner                 | 230  | 199  | 164  | 142  | 185  | 183  | 278  | 345  |
| Quelle: Cassini und INSEE |      |      |      |      |      |      |      |      |

## Sehenswürdigkeiten
- Kirche Notre-Dame-de-l'Assomption